# Debóra Dubei
Debóra Dubei (Orosháza, 4 gennaio 1997) è una cestista ungherese.

## Carriera
Con l'Ungheria ha disputato due edizioni dei Campionati europei (2017, 2019).